# Nápis Hollywood

Známý nápis na kopcích Hollywoodu

Nápis Hollywood (anglicky Hollywood Sign) je proslulý monumentální nápis na jižním svahu kopce Mount Lee v Griffith Parku v Los Angeles. Skládá se z obřích bílých verzálek dávajících dohromady slovo "HOLLYWOOD". Nápis je 14 m vysoký a 110 m dlouhý. Nápis sledovaný zdola budí dojem "zvlněnosti", ve srovnatelné nadmořské výšce se jeví být téměř v rovině.

## Historie

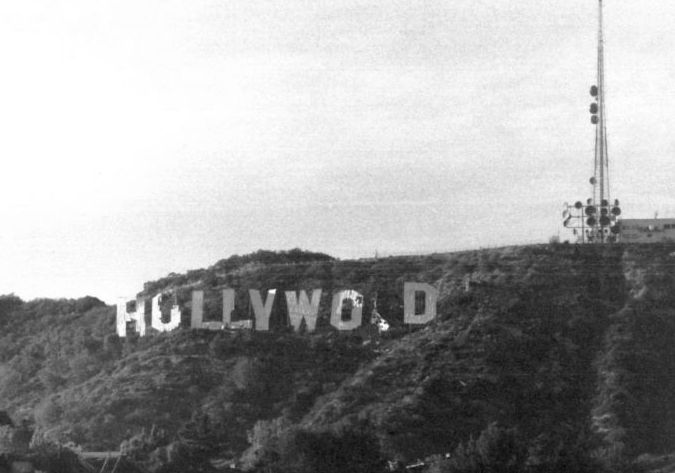
Nápis před rekonstrukcí v roce 1978

Původní nápis byl Hollywoodland a byl postaven v roce 1923. Dnes již nepoužívaná část nápisu land měla především marketingový účel. Ve 20. letech 20. století se totiž přilehlé pozemky nacházely v nevábném stavu, a tímto neotřelým způsobem chtěli obchodníci půdu zatraktivnit pro potenciální kupce. Účelem bylo propagovat název nového bytového rozvoje místa Whitley Heights, bydlení jen pro bílé, mezi Highland Avenue a Vine Street. Původně byla instalace plánovaná jen na rok a půl, ale nápis se stal mezinárodně známým symbolem a zůstal tam.
Počátkem čtyřicátých let způsobil Albert Kothe (oficiální správce tohoto nápisu) automobilovou nehodou poničení nápisu. Opilý Kothe se svým vozem Ford A sjel z útesu a narazil přímo do písmene H. Kothe nebyl zraněn, ale jeho Ford byl úplně zničený, stejně jako původní písmeno H, včetně jeho osvětlení. V roce 1949 uzavřela Hollywoodská obchodní komora smlouvu s městem Los Angeles na opravu a přestavbu nápisu. Původní nápis byl při tom úmyslně zkrácen na Hollywood.
Ovšem už začátkem sedmdesátých let byl původní nápis velmi zchátralý, první O bylo rozpadlé, připomínající malé písmeno U, a třetí O spadlo úplně, takže se zchátralý nápis dal číst jako HuLLYWO D. Proto byl v roce 1978 restaurován a to díky veřejné kampani Hugha Hefnera, devět dárců (Hugh Hefner, Giovanni Mazza, Les Kelley, Gene Autry, Terrence Donnelly, Andy Williams, Warner Bros. Records, Alice Cooper a Dennis Lidtke) dalo dohromady celkem 250 000 $. Písmena byla vyrobená z oceli, držená ocelovými podpěry položenými na betonovém základu.
Renovaci provedla v roce 2005 zdarma společnost Bay Cal Commercial Painting, písmena byla znovu položena na kovovou základnu a přebarvena na bílo.

## Alternativní nápisy
Nápis je velmi často kopírován a napodobován po celém světě, vyskytuje se i v různorodých počítačových hrách, zejména v těch, které se odehrávají v Los Angeles a jeho blízkém okolí.
- Think Blue – se nachází v témže městě jako nápis Hollywood, tedy v Los Angeles
- South San Francisco The Industrial City – nachází se San Franciscu
- Saint John – v kanadském ve městě Saint John
- Mosgiel – ve městě Mosgiel v Austrálii.
- Rasnov – v rumunském městě Rasnov
- Brașov – v rumunském městě Brašov
- Holywood – v Mutanju v Srbsku
- Herwood – nacházel se nedaleko Hervanty v letech 1996 až 2003
- Valmez – česká parafráze ve Valašském Meziříčí v letech 2010 až 2012
- Barrande – na Barrandovských skalách
- Harrachov – ve městě Harrachov od roku 2014[1]

## Fotogalerie

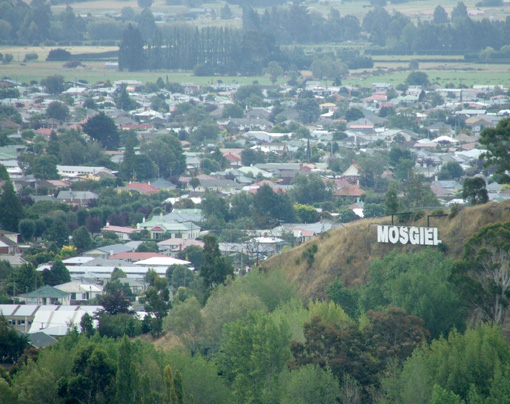
Mosgiel, Nový Zéland
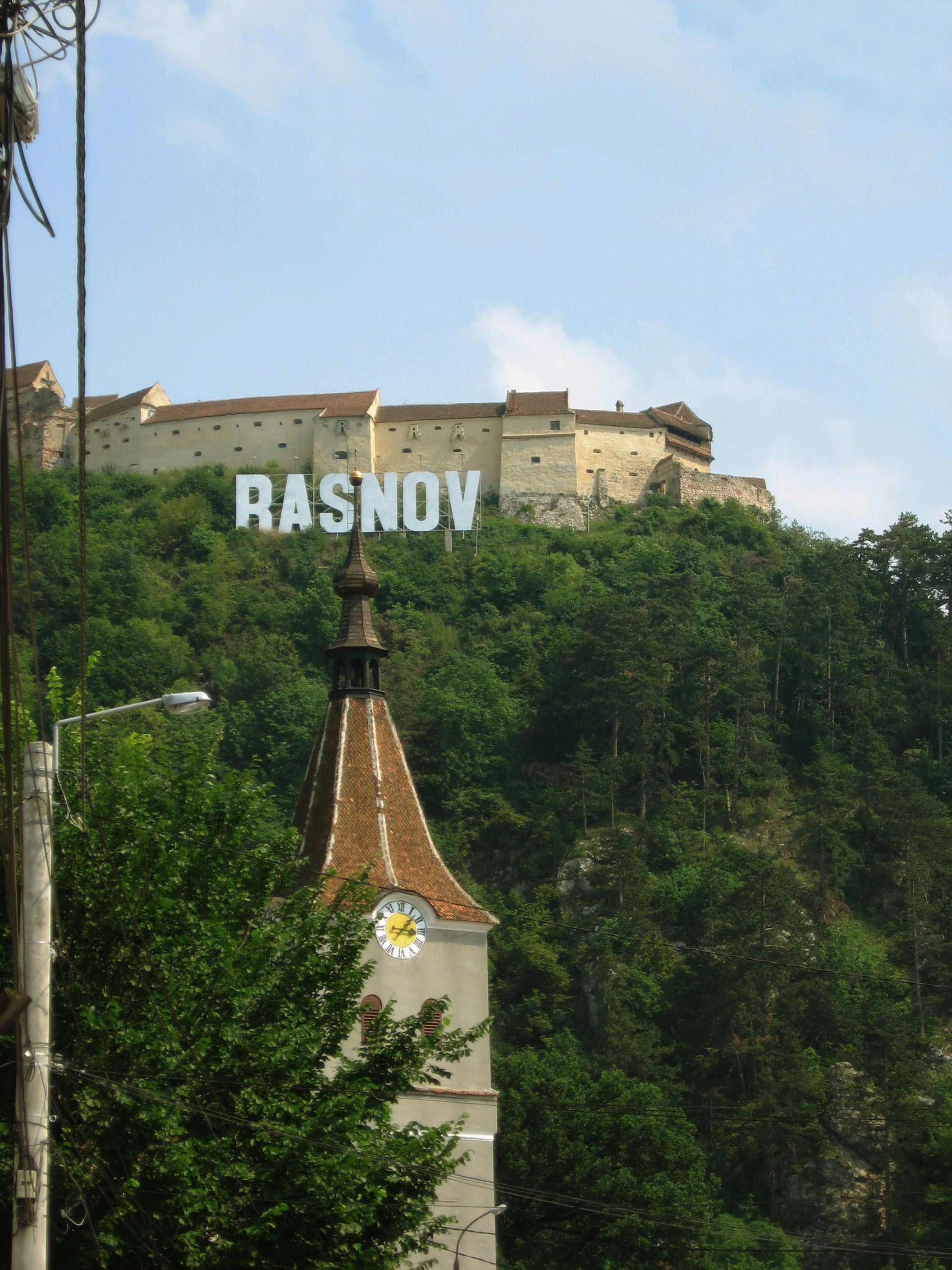
Râşnov, Rumunsko
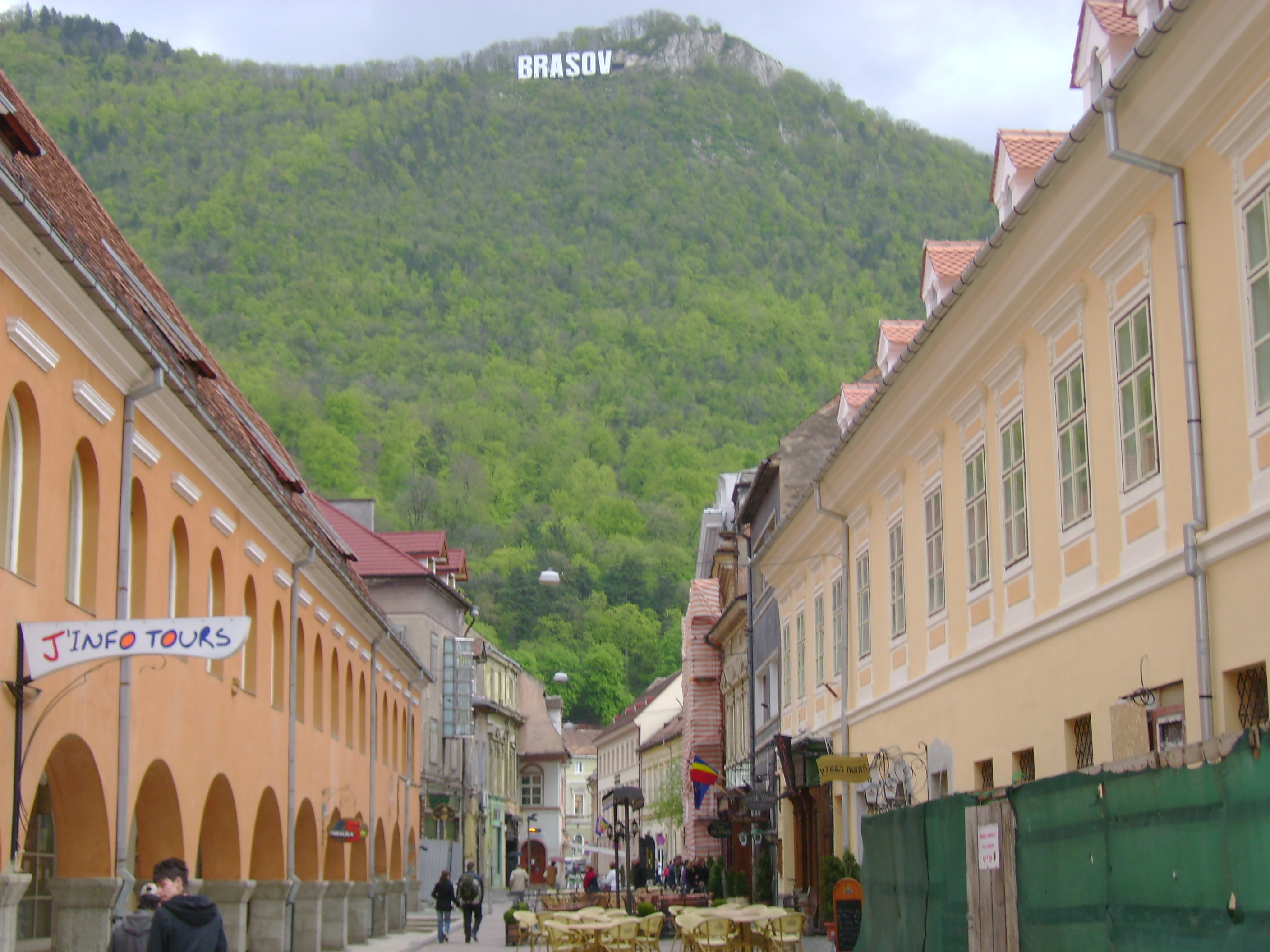
Brašov, Rumunsko
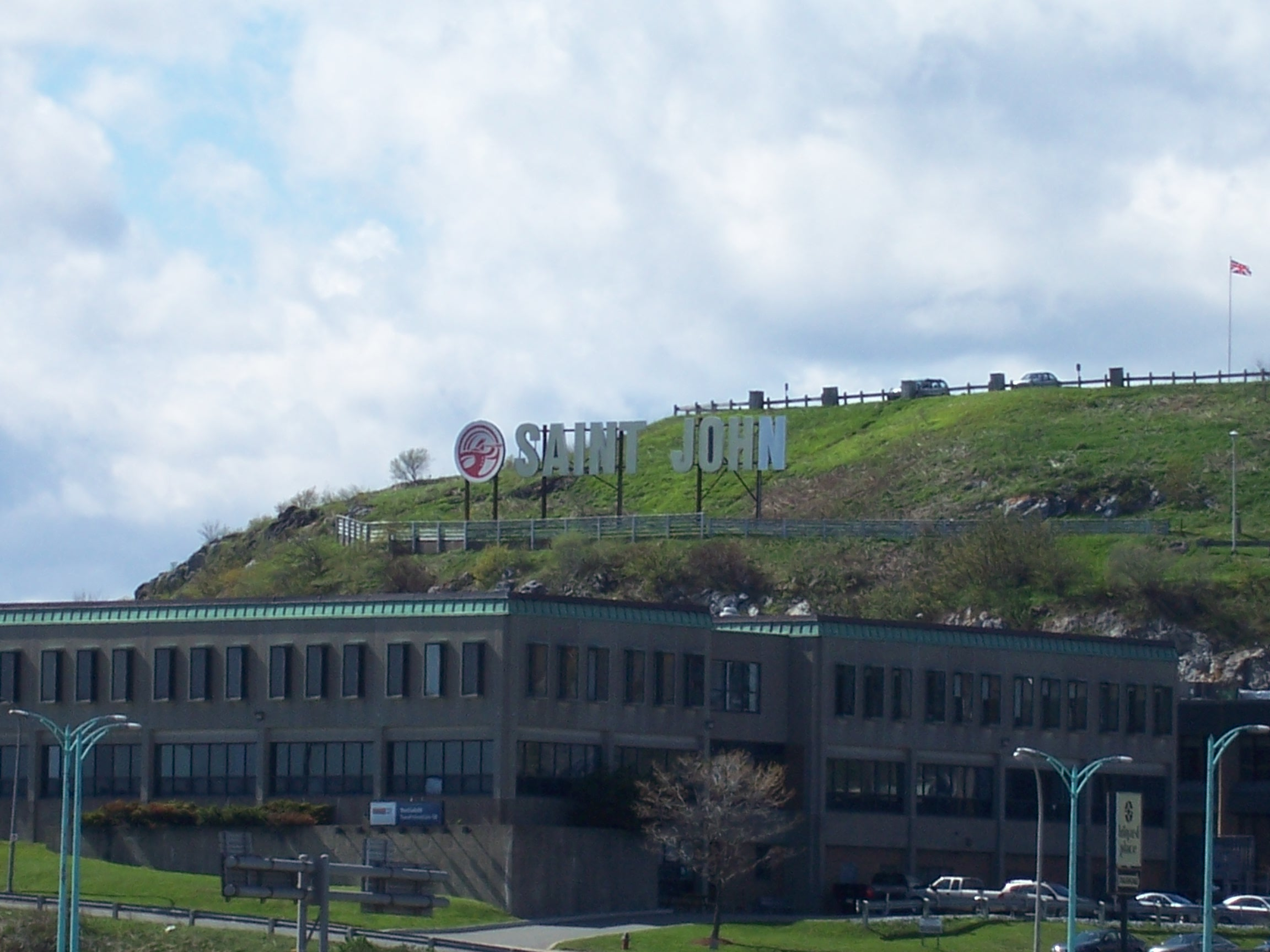
Saint John, New Brunswick, Kanada
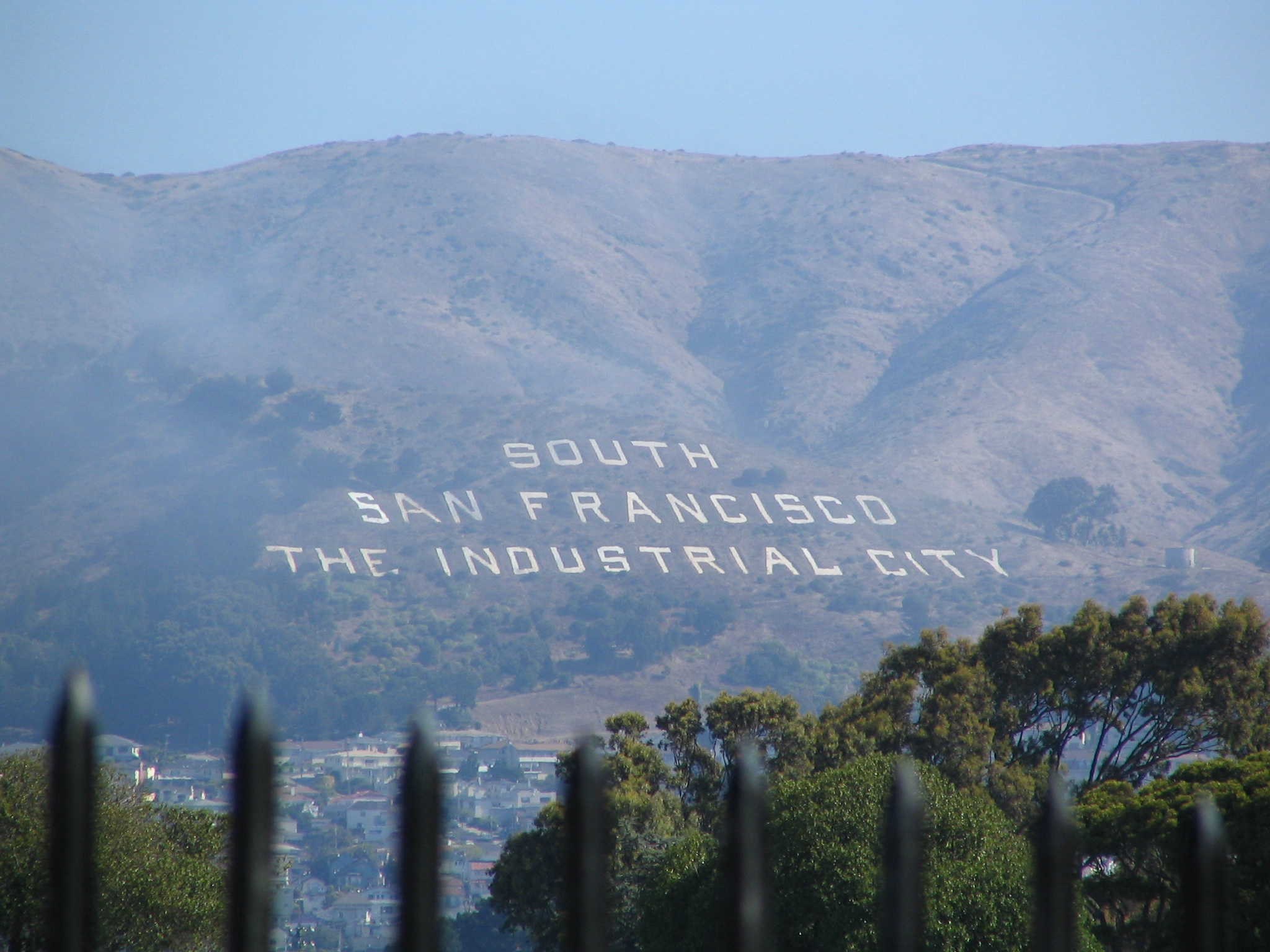
San Francisco The Industrial City
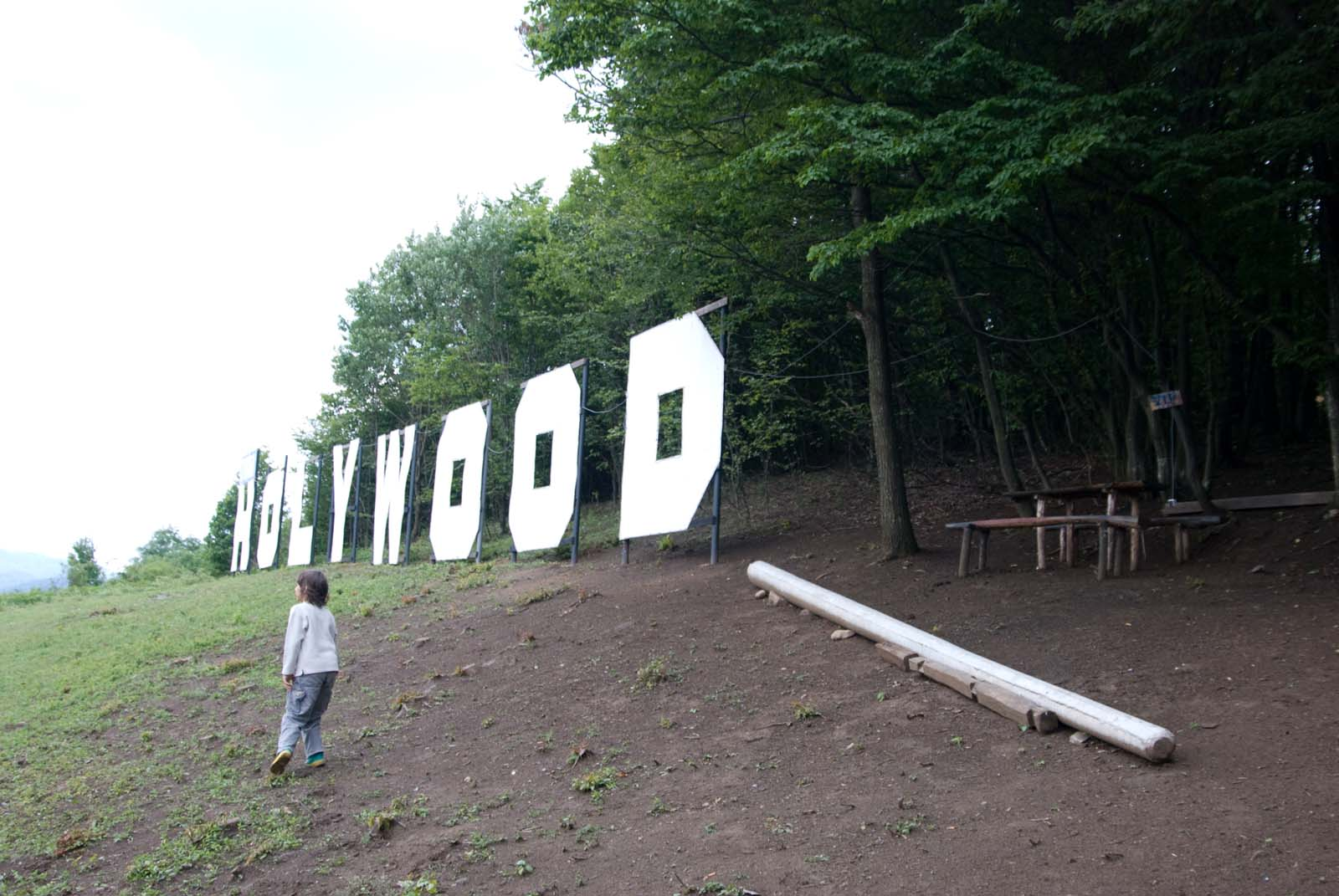
Mutanj, Srbsko
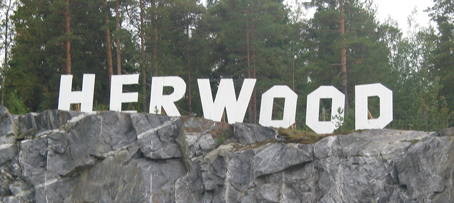
Hervanta